# Mechouia-Salat

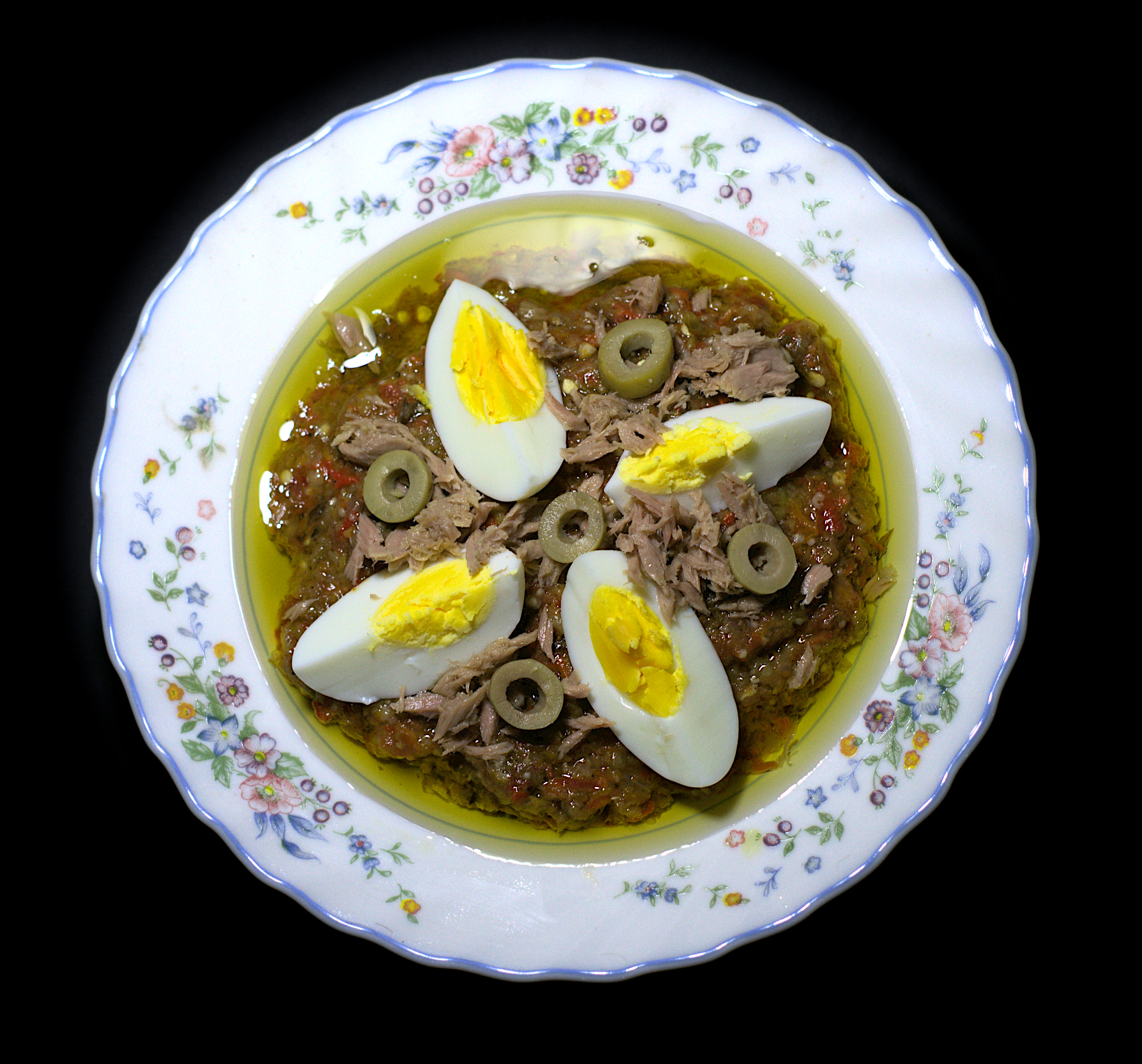
Mechouia

Der Mechouia-Salat (arabisch سلاطة مشوية, DMG Salāṭa Mašwiyya, wörtlich: Gegrillter Salat) ist ein tunesischer Salat aus gegrilltem Gemüse, typischerweise Paprika und Tomaten. Nach Abkühlung wird das Gemüse zerhackt und mit Olivenöl, Zitronensaft, Knoblauch (wenn nicht schon gegrillt), Salz, Pfeffer und Koriander gewürzt. Gekochte Eier, Thunfisch und Kapern sind gewöhnliche Zutaten.